# Valverde del Fresno
Valverde del Fresno (Fala: Valverdi du Fresnu) ist eine Kleinstadt und eine Gemeinde (municipio) mit 2.121 Einwohnern (Stand: 2024) im äußersten Nordwesten der Provinz Cáceres in der Autonomen Region Extremadura im Westen Spaniens nahe der Grenze zu Portugal.

## Lage
Die Kleinstadt Valverde del Fresno liegt im Quellgebiet zahlreicher Bäche (arroyos), die nur wenige Kilometer südlich in den Río Erjas münden, gut 120 km (Fahrtstrecke) nordwestlich der Provinzhauptstadt Cáceres in einer Höhe von ca. 468 m. Das Klima ist gemäßigt bis warm; Regen (ca. 770 mm/Jahr) fällt hauptsächlich im Winterhalbjahr.

## Bevölkerungsentwicklung
| Jahr      | 1857 | 1900 | 1950 | 2000 | 2021 |
| Einwohner | 1521 | 2020 | 4451 | 2651 | 2190 |

Der deutliche Bevölkerungsrückgang seit den 1950er Jahren ist im Wesentlichen auf die Mechanisierung der Landwirtschaft sowie die Aufgabe bäuerlicher Kleinbetriebe („Höfesterben“) und den damit einhergehenden Verlust von Arbeitsplätzen zurückzuführen.

## Wirtschaft
Die fruchtbaren, aber steinigen Böden der Umgebung lieferten die Grundlage für den Anbau von Weizen und anderen Feldfrüchten für die in früheren Zeiten vorwiegend als Selbstversorger lebenden Einwohner. Auch Viehzucht wurde in hohem Maße betrieben. Im Ort selbst ließen sich sukzessive Händler, Handwerker und Dienstleister aller Art nieder. Heute spielt der sommerliche Tourismus eine große wirtschaftliche Rolle.

## Geschichte
Die Gegend gehörte zum Siedlungsgebiet der Vettonen, doch wurden weder bronze- noch eisenzeitliche und auch keine römischen, westgotischen und selbst maurischen Funde gemacht. Die Region wurde um das Jahr 1200 von den kastilisch-leonesischen Truppen Alfons’ IX. (reg. 1188–1230) „zurückerobert“ (reconquista) und sukzessive von Christen aus dem Norden und von Flüchtlingen aus Al-Andalus neu- oder wiederbesiedelt (repoblación). Der Ort befand sich lange Zeit in der Obhut des Alcántaraordens (siehe Wappen).

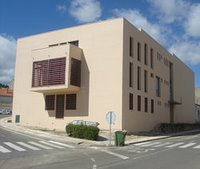
Kulturhaus (Casa de Cultura)

## Sehenswürdigkeiten
- Der Hauptplatz (Plaza Mayor) bietet ein hübsches Ensemble von Bauten aus mehreren Jahrhunderten.
- Die Iglesia de Nuestra Señora de la Asunción ist eine mittelalterliche Kirche mit Wehrcharakter; sie sollte im 16. Jahrhundert erneuert und vergrößert werden, doch wurde nur der Chorbereich vollendet. Das Kirchenschiff wird von vier Schwibbögen unterteilt, auf denen ein hölzernes Satteldach ruht. In der Apsis befindet sich ein vergoldetes Altarretabel.

Umgebung
- Die etwa 12 km südwestlich befindliche Ruine des Castillo de Salvaleón war einst eine Grenzfestung zu Portugal.

## Sonstiges
In Valverde del Fresno wird immer noch – wie auch in anderen Orten des Valle de Jálama (z. B. den Nachbarorten Eljas und San Martín de Trevejo) – A Fala gesprochen, eine lokal verbreitete ibero-romanische Sprache, die mit dem Galicischen und Asturianischen verwandt ist.